# Heroina isonycterina
Heroina isonycterina — вид риб родини цихлові (Cichlidae). Належить до монотипового роду Heroina. Поширений у прісних водах Південної Америки.